# 热通量

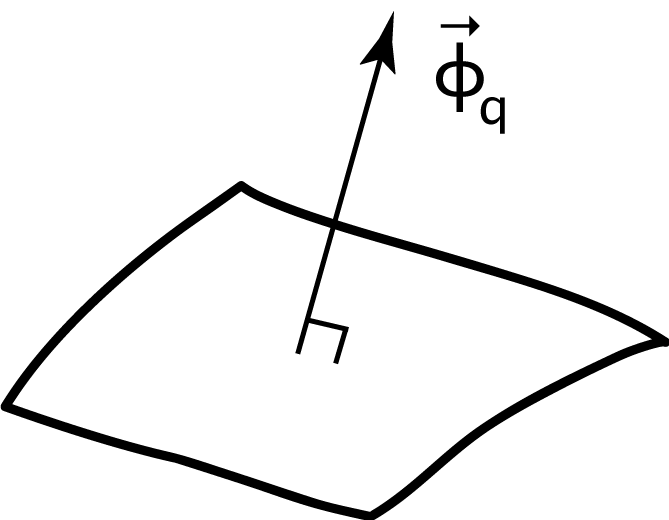
通过某一面积的热通量

热通量（英語：heat flux），是指通过单位面积的热能，是具有方向性的矢量，又称为热流密度，即单位时间内通过单位面积的热量，其在国际单位制的单位为瓦特/平方米（W/m2）。

## 傅立叶定律
对一般条件下的大多固体而言，热能转移的方式主要为热传导，故此时热通量满足傅立叶定律。对一维情形而言，
{\displaystyle \phi _{q}=-k{\frac {dT(x)}{dx}}}
其中{\displaystyle k}为热导率，{\displaystyle T(x)}为温度分布，负号表明热能从高温部分向低温部分转移。
类似地，在多维情形中，可以得到
{\displaystyle {\overrightarrow {q}}=-k{\nabla }T}